# Waga (rzeka)
Waga (ros. Вага) – rzeka na północnym zachodzie europejskiej części Rosji, lewy dopływ Dwiny o długości 575 km i powierzchni dorzecza 44 800 km².
Rzeka wypływa z bagien na wschód od Grzędy Charowskiej, płynie przez Nizinę Dwińską, a do Dwiny uchodzi na północ od miejscowości Szydrowo.
Waga jest żeglowna na odcinku ok. 350 km od ujścia. Doliną rzeki przebiega droga samochodowa z Moskwy do Archangielska.
Główne dopływy:
- lewe: Wiel, Puja, Padienga, Led', Sjuma, Nielenga;
- prawe: Dwinica, Kułoj, Ustja, Szenga.

Ważniejsze miejscowości nad Wagą: Awierinskaja, Szełota, Czuszewicy, Smietanino, Wierchoważje, Wielsk, Rowdino, Ust'-Padienga, Szenkursk, Szegowary, Kulikowskaja, Ważskij, Ust'-Waga, Szydrowo.